# Ден Квейл
Джеймс Денфорт «Ден» Квейл (англ. James Danforth «Dan» Quayle; 4 лютого 1947, Індіанаполіс, Індіана, США) — американський політик, Член Палати представників США від свого рідного штату Індіана (1977—1981), сенатор США від Індіани (1981—1989). Віцепрезидент США при президентові Дж. Бушу-старшому з 1989 по 1993. У 1992 разом з Бушем балотувався на другий термін, але зазнав поразки від Білла Клінтона та Альберта Гора.